# Hollidaysburg
Hollidaysburg es un borough ubicado en el condado de Blair en el estado estadounidense de Pensilvania. En el año 2000 tenía una población de 5,368 habitantes y una densidad poblacional de 873 personas por km².

## Geografía
Hollidaysburg se encuentra ubicado en las coordenadas 40°25′54″N 78°23′32″O / 40.43167, -78.39222.

## Demografía
Según la Oficina del Censo en 2000 los ingresos medios por hogar en la localidad eran de $36,758 y los ingresos medios por familia eran $43,209. Los hombres tenían unos ingresos medios de $33,315 frente a los $24,627 para las mujeres. La renta per cápita para la localidad era de $20,634. Alrededor del 8.8% de la población estaba por debajo del umbral de pobreza.